# كورجانتس 25
مدرعة كورفانتس 25 (باللغة الروسية: Курганец-25) مركبة برمائية حربيّة مغلقة مدجّجة بالسلاح يعتليها مدفع وتتحرّك على عجلات معدنية ثقيلة،  تزن حوالي 25 طن من المتوقع تطويرها إلى نماذج مختلفة، لتحل محل بي ام بي وبي ام دي-1 وإم تي-إل بي وأنواع أخرى من مدرعات قتالية سوفييتية. للمركبة درع معياري يمكن ترقيته لأغراض محددة. شوهدت مدرعة كورجانتس 25 والنماذج المختلفة منها مثل (Kurganets-25 IFV) و (Kurganets-25 APC) لأول مرة في إستعراض يوم النصر بموسكو عام 2015. إذا سارت التجارب الأولية على ما يرام وكان من المخطط أن يبدأ إنتاج هذا النوع من المدرعات عام 2016. لكن في عام 2020 عُلق إدخالها بالخدمة العسكرية في القوات المسلحة للاتحاد الروسي إلى أجل غير مسمى بسبب فشل الشركة المصنعة بتقديم المميزات والمتطلبات للمدرعة، إضافة إلى عدم وجود تنظيم لإنتاج عدد كبير منها.

## التصميم
تم تصميم كورفانتس 25  لإحضار أسطول الروك الحامل الروسي إلى مستوى قياسي مع تصاميم غربية مثل أم2 برادلي الأمريكية و، التي تفوقت على نظيراتها من طراز بي إم بي-1 السوفيتية في حين كانت أخف من مدرعة تي 15 ارماتا "الثقيلة "على شاسي تي-14 ارماتا ومماثل لـ VPK-7829 Bumerang . هناك نسختان من السيارة: مركبة قتال مشاة مدججة بالسلاح تحمل 6-7 جنود. وأسلحة خفيفة من الجيش الشعبي الكونغولي تحمل 8 جنود. وتشمل الأشكال الأخرى المقترحة ل كورفانتس عربة إسعاف مدرعة، وحاملة هاون من طراز عيار 82 ملم، ومركبة مضادة للدبابات، ومركبة استرداد مدرعة، ومركبة استطلاع، ومركبة قيادة، ومركبة هندسية مدرعة. تمثل السيارة انحرافًا عن التصاميم الروسية التقليدية المنخفضة، حيث يوجد طابق أعلى مناسب للقتال المركب بدلاً من حمل الجنود، والذي يوفر أيضًا حماية أفضل للأجهزة المتفجرة والألغام. في حين من المتوقع أن يتم نشر مدرعة تي 15 ارماتا مع دبابات تي-14 في تشكيلات مدرعة، ستقوم منصات كورفانتس 25 بتجهيز الوحدات الميكانيكية.

### التسليح
تتميز عربة كورغانيتس -25 أي اف في ببرج التحكم عن بعد من طراز Bumerang-BM بمدف ع أوتوكون 2A42 مقاس 30 ملم، ومدفع رشاش محوري بكاشف بي كي تي عيار 7.62 ملم وصاروخين موجهين للدبابات من نوع 9إم133 كورنت على كلا الجانبين. يحتوي موديل كورفانتس-25 على 12.5 ملم ام جي- دبليو ام اس بدلاً من برج Bumerang-BM.
ومن المقرر إصدار SPAAG مع اي زي بي اس-57 ملم  و كورفانتس-25 اس بي جي مع 125 ملم.

### التنقل
تزن مدرعة كورفانتس-25 (25) طنًا. وهذا يسمح لـ كورفانتس-25 أن يكون خفيفًا بما فيه الكفاية ليصبح متحركًا على الماء. السرعة القصوى للمدرعة هي 80 كم / ساعة على الأرض و 10 كم / ساعة على الماء. كل من متغيرات اي اف في واي بي سي لها محرك أمامي تقييمه بسرعة 800 حصان.

### الحماية
يتميّز نظام كورفانتس 25 بتغطية بزاوية 360 درجة من أنابيب تشغيل نظام الحماية النشطة. هذه الـ اي بي سي أصغر من تلك الموجودة على تي-14 ارماتا ومدرعة تي 15 ارماتا،  ولكن مثل الـ مدرعة تي 15 ارماتا، يتم إرفاقها أعلى هيكل الهيكل. يتم وضع نظام الكشف عن مقذوف من جزئين في أماكن مختلفة على الهيكل والبرج. كان نموذج كورفانتس 25، عندما تم الكشف عنه في استعراض يوم النصر في موسكو عام 2015، قد قام بتقليص أنظمة اي بي سي التي كانت تعلق فقط على البرج. كان متغير APC لا أنابيب APS تعلق على الهيكل.

### بيئة العمل والطاقم
وفقًا للنائب الأول للرئيس  والمالك المشارك لشركة Platinum Tractor Plants ، Albert Bakov ، فإن كورفانتس-25 يستخدم وحدة تحكم مشابهة لألعاب (سوني بلي ستاشن). وهي أوسع من الأجيال السابقة من (أي بي اس سي) الروسية و (أي اف في اس). أيضا، المحرك الأمامي الموجود يزيد من راحة الطاقم وسهولة الوصول.

## المتغيرات
وهناك عدة إصدارات مختلفة من كورفانتس-25 قيد التطوير.

## المشغلون
- روسيا - القوات المسلحة الروسية سوف تتلقى الدفعة الأولى من كورفانتس -25 IFVs للمحاكمات في عام 2019.[22]

## مشغلون محتملون
- الهند
- الصين
- العراق
- إيران